# Dashtobod
Dashtobod (uzb. cyr.: Даштобод; ros.: Даштабад, Dasztabad) – miasto we wschodnim Uzbekistanie, w wilajecie dżyzackim, w tumanie Zomin. W 1989 roku liczyło ok. 14,2 tys. mieszkańców. Centrum regionu rolniczego.
Do 1974 roku miejscowość nosiła nazwę Obruchevo (Obruczewo). W 1974 roku wraz z nadaniem praw miejskich otrzymała nową nazwę Ulyanovo (Uljanowo). Po uzyskaniu niepodległości przez Uzbekistan miasto przemianowano na Dashtobod.